# Leszek Danielak
Leszek Danielak, ps. „Wańka” (ur. 1951 w Warszawie) – polski przedsiębiorca i przestępca, członek zarządu gangu pruszkowskiego.

## Życiorys
Młodszy brat Mirosława Danielaka, ps. „Malizna”, również członka zarządu gangu pruszkowskiego. Ukończył technikum; zawód wyuczony mechanik samochodowy. Leszek Danielak z bratem w latach 80. tworzyli podwaliny polskiej mafii. W 1998 został oskarżony, jednak skazany na 6 lat pozbawienia wolności dopiero w 2004. Odbył w zakładach karnych wyroki o łącznej długości kilkunastu lat, za: kierowanie gangiem pruszkowskim (6 lat więzienia), siłowe przejęcie klubu (6 lat więzienia), zorganizowanie transportu kokainy z Wenezueli (11 lat więzienia), udział w rozbojach (2,5 roku więzienia). Zgodnie z polskim prawem, wszystkie wyroki połączono w jedną karę łączną. W 2013 zakończył odbywanie kary i opuścił mokotowski zakład karny.
31 stycznia 2017 roku wraz z  Andrzejem Banasiakiem ps. „Słowik” i Januszem Prasolem ps. „Parasol” został zatrzymany przez CBŚP w związku z podejrzeniem udziału w zorganizowanej grupie przestępczej, wyłudzeń VAT i rozbojów. Areszt opuścił w 2019 za poręczeniem majątkowym w wysokości 200 tys. złotych.
W styczniu 2021 wraz ze „Słowikiem” i „Parasolem” został zatrzymany przez CBŚP pod zarzutem „kierowania gróźb pozbawienia życia lub ciężkiego uszczerbku na zdrowiu celem doprowadzenia do niekorzystnego rozporządzenia mieniem, wywierania bezprawnego wpływu na świadka i udaremnienia lub znacznego utrudnienia stwierdzenia przestępnego pochodzenia środków pieniężnych”. Wszyscy trzej zostali następnie tymczasowo aresztowani w marcu 2021 i przebywali w areszcie do maja tego samego roku.
W listopadzie 2022 został zatrzymany przez CBŚP pod zarzutem handlu narkotykami, którego wraz ze „Słowikiem” i „Parasolem” miał dopuszczać się w latach 2015-2016. Proces w tej sprawie ruszył w styczniu 2025 w Sądzie Okręgowym w Warszawie, a w marcu tego samego roku oskarżeni zostali zwolnieni z aresztu.